# Ptiloris magnificus
El ave fusil magnifica o ave del paraíso goliazul (Ptiloris magnificus) es una especie de ave paseriforme de la familia Paradisaeidae que habita en Nueva Guinea y el extremo nororiental de Australia. Su hábitat natural son las selvas húmedas y su dieta se compone principalmente de frutos y artrópodos.

## Descripción
El ave fusil magnífica mide alrededor de 34 cm de largo. El macho tiene el plumaje de color negro brillante salvo en el píleo y un amplio triángulo en la zona de la garganta y parte superior del pecho que son de color azul verdoso metálico iridiscente, además de las plumas centrales de su cola. Las plumas de sus flancos son filamentosas. Su pico es largo y ligeramente curvado hacia abajo y tiene las comisuras de las boca amarillas. Sus patas son negruzcas y el iris de sus ojos es pardo. En cambio las hembras son de color castaño en las partes superiores y con las inferiores densamente listadas en tonos blanquecinos y negro. Además presentan listas superciliares y bigoteras blancas flanqueando a una ancha lista ocular negruzca.

## Reproducción
Los machos de la especie son polígamos y realizan una llamativa danza de cortejo en una rama frente a las hembras que se acerquen. Durante esta exhibición el macho extiende sus alar redondeadas y alza su cola, escondiendo completamente su cabeza tras una de las alas. Con rápidos movimientos de sus alas a modo de prestidigitador alterna la posición de su cabeza de un lado a otro. De esta forma mantiene la atención de la hembra concentrada en su brillante escudo metálico pectoral. Si la exhibición del macho es del agrado de la hembra se producirá la cópula, y se repetirá la escena frente a todas las hembras que se acerquen a su territorio. Posteriormente las hembras construirán el nido, incubarán los huevos y criarán a los polluelos sin ninguna ayuda del macho.

## Taxonomía
La especie fue descrita por el ornitólogo francés Louis Jean Pierre Vieillot en 1819. Esta especie se ubicaba en su propio género, Craspedophora Gray, 1840, pero ahora es meramente un subgénero dentro del género Ptiloris. 
Se reconocen dos subespecies:
- Ptiloris magnificus alberti Elliot, 1871;
- Ptiloris magnificus magnificus (Vieillot, 1819).

## Conservación
Es una especie relativamente común en su área de distribución por lo que está clasificado como especie bajo preocupación menor. Su tráfico se regula bajo el apéndice II del CITES.